# GMOイプシロン
GMOイプシロン株式会社（ジーエムオーイプシロン、英: GMO Epsilon, Inc.）は、Eコマース事業者に対し各種決済サービスの提供を行う、GMOペイメントゲートウェイの100%出資子会社。2002年9月26日設立。

## 事業内容
オンライン販売における各種決済代行サービスを提供する。2012年現在、クレジットカード決済・コンビニ決済・ネット銀行決済・電子マネー決済・ウォレット決済・代引き決済、および提携配送業者との契約／精算を代行する「イプシロン配送サービス」を提供している。

## 沿革
- 2002年（平成14年）9月26日 - イプシロン株式会社として設立。
- 2005年（平成17年）5月20日 - スカイマークエアラインズ（現・スカイマーク）[2]が保有する当社の全株式をGMOペイメントゲートウェイに売却。同社子会社となる[3]。
- 2008年（平成20年）
  - 3月3日 - 3Dセキュア認証支援サービスに対応開始。
  - 11月13日 - 電子マネー「BitCash」決済をリリース[4]。
  - 12月22日 -「電子マネーちょコム」決済をリリース。
- 2009年（平成21年）2月9日 -「ペイジー」決済をリリース。
- 2010年（平成22年）
  - 3月1日 -「PayPal」決済をリリース。
  - 5月25日 -「ゆうパック」との契約／精算代行を開始、およびイプシロン配送サービスをリリース。
  - 11月17日 - スマートフォン用の決済画面を提供開始。
- 2011年（平成23年）
  - 1月17日 - イプシロン配送サービスにて「カンガルー便」との契約／精算代行を開始。
  - 2月1日 -「Yahoo!ウォレット」決済をリリース。
- 2013年（平成25年）6月17日 - GMOイプシロン株式会社に商号変更[5][6][7]。

## 免許
- 届出電気通信事業者（A-19-9712）
- 第一種貨物利用運送事業（関自貨第129号）
- プライバシーマーク認定（第17000338(02)号）